# تامستون (تگزاس)
تامستون (به انگلیسی: Thomaston) یک منطقهٔ مسکونی در ایالات متحده آمریکا است که در شهرستان دویت، تگزاس واقع شده‌است. تامستون ۴۹٫۰۷ متر بالاتر از سطح دریا واقع شده‌است.